# Nyercsa
A Nyercsa (oroszul: Нерча) – folyó Oroszország ázsiai részén, a Bajkálontúli határterületen; a Silka bal oldali mellékfolyója.
Hossza: 580 km, vízgyűjtő területe: 27 500 km²; közepes vízhozama: 90 m³/s.
Az Oljokmai-hegylánc (oroszul: Oljokminszkij Sztanovik) Csernisov-hegyén ered.
Széles völgyben hosszan folyik délnyugat felé, majd az Uldurga beömlésétől dél-délkelet felé. Alsó folyásán, a hegyek között már szűk völgyben halad és a torkolat közelében több ágra bomlik, úgy éri el a Silkát.
Október végétől május elejéig, 165–210 napig jég borítja. Bal partján, a torkolattól 7 km-re fekszik Nyercsinszk város, járási székhely.
Jelentős mellékfolyója balról a Nyercsugan (237 km), jobbról az Uldurga (169 km).